# Sciolze
Sciolze je obec v metropolitním městě Turín v italském regionu Piemont, která se nachází asi 15 kilometrů východně od Turína. V roce 2013 zde žilo
1466 obyvatel.
Sciolze sousedí s obcemi: Gassino Torinese, Rivalba, Cinzano, Marentino, Moncucco Torinese a Montaldo Torinese.